# 영상 압축
영상 압축(video compression)은 영상을 표현하는 데 쓰이는 데이터의 양을 줄이는 것으로 어느 때나 원래의 질을 되도록 떨어트리지 않도록 하는 것이 주된 목적이다. 압축된 영상은 케이블, 지상파 방송, 위성 서비스를 통해 디지털 영상을 전달하는 데에 요구되는 대역너비를 효과적으로 줄인다. 대부분의 압축은 손실 압축을 사용하여 용량을 줄인다.
압축되지 않은 비디오에는 매우 높은 데이터 속도가 필요하다. 무손실 비디오 압축 코덱은 5~12의 압축 비율로 성능을 발휘하지만 일반적인 H.264 손실 압축 비디오의 압축 비율은 20~200이다.
비디오 코딩 표준에 사용되는 두 가지 핵심 비디오 압축 기술은 DCT와 모션 보상(MC)이다. H.26x 및 MPEG 형식과 같은 대부분의 비디오 코딩 표준은 일반적으로 동작 보상 DCT 비디오 코딩(블록 동작 보상)을 사용한다.
대부분의 비디오 코덱은 오디오 압축 기술과 함께 사용되어 소위 컨테이너 형식을 사용하여 별도이지만 보완적인 데이터 스트림을 하나의 결합 패키지로 저장한다.

## 같이 보기
- 데이터 압축
- 그림 압축
- 비디오
- 코덱
- 오디오 압축